# أندرو بيرك
أندرو بيرك (بالإنجليزية: Andrew Burke) هو كاتب وشاعر أسترالي، ولد في 1944 في ملبورن في أستراليا.

## وصلات خارجية
- الموقع الرسمي